# Champ-de-Mars (Montreal)

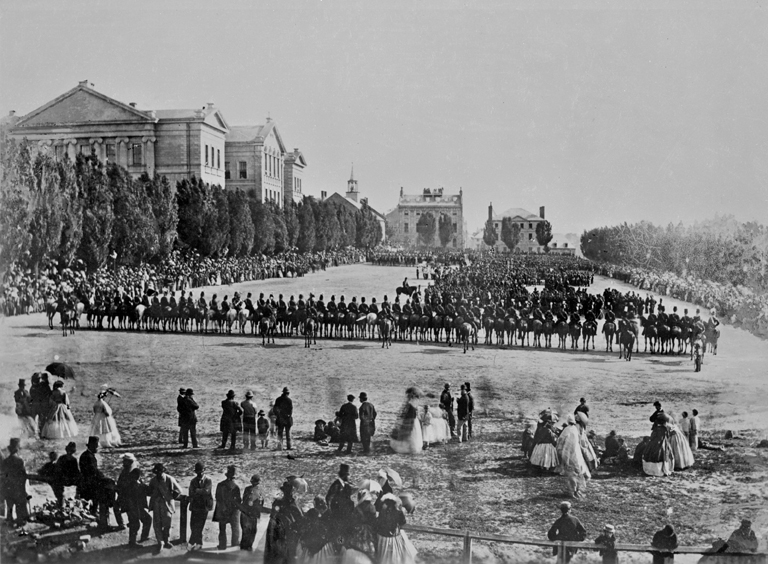
Champ-de-Mars, 1866

O Champ-de-Mars de Montreal é uma área verde no distrito de Ville-Marie. Observa-se aí os últimos traços da existências das fortificações de Montreal que se elevavam até a 6,4 metros de altura com 3 km de extensão. Havia na realidade dois muros, a escarpa e a contraescarpa, que estavam separados por um fosso, e que serviu como meio de defesa para a cidade de Montreal.

## História
Um champ de Mars (campo de Marte), terreno propício para manobras militares foi construído em Montreal em um terreno pertencente aos Jesuítas em torno de 1740. Este espaço foi utilizado para comícios e paradas militares até o fim do século XVIII. Em 1812, quando da demolição das fortificações de Montreal e do remanejamento das tropas militares, as autoridades da cidade propuseram aumentar o antigo terreno de exercícios criando um grande espaço atrás dos edifícios institucionais da rua Notre-Dame, entre a rua Saint-Gabriel e o eixo da rua Gosford. Para estabilizar o solo próximo da rua Saint-Antoine foi necessário plantar árvores que terminam também por enfeitar o local e vemos em sua iconografia no curso do século XIX.
Utilizado desde o início como terreno de manobras militares, o Champ-de-Mars o será mais ainda a partir de 1886, quando se faz o remanejamento do arsenal da rua Craig. Este grande espaço no coração da cidade servirá também para outros fins. Um mercado público ao ar livre utiliza o local entre 1899 e a década de 1920, antes de ser substituído por um estacionamento. Mas durante a Segunda Guerra Mundial os carros dão lugar aos militares.
Entre 1986 e 1991, escavações arqueológicas desenterram vestígios das fortificações nesta região.